# スタンダール・シンドローム

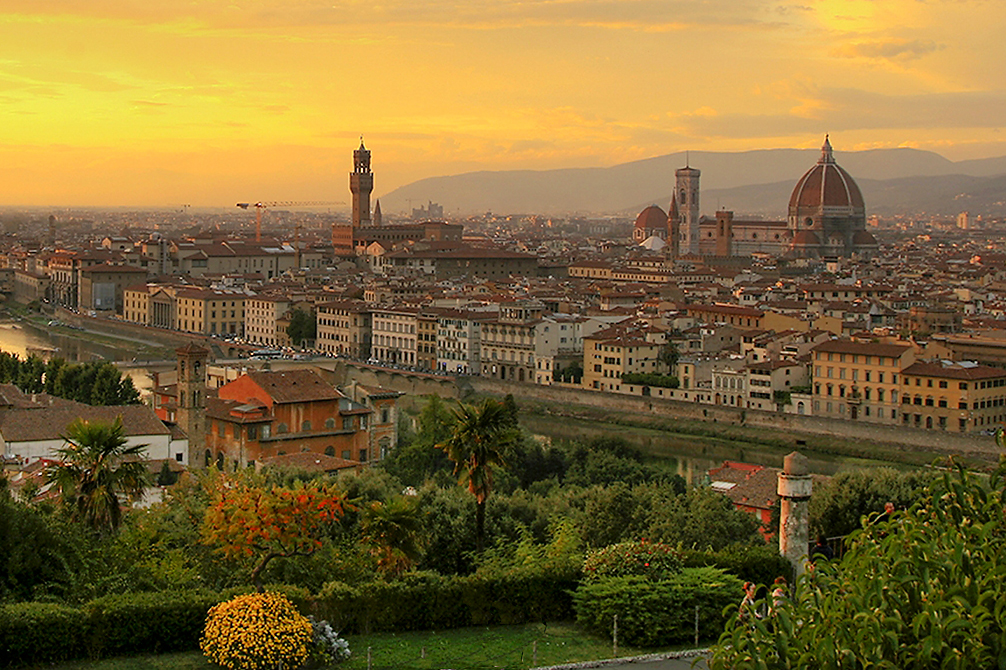
フィレンツェの日没の風景

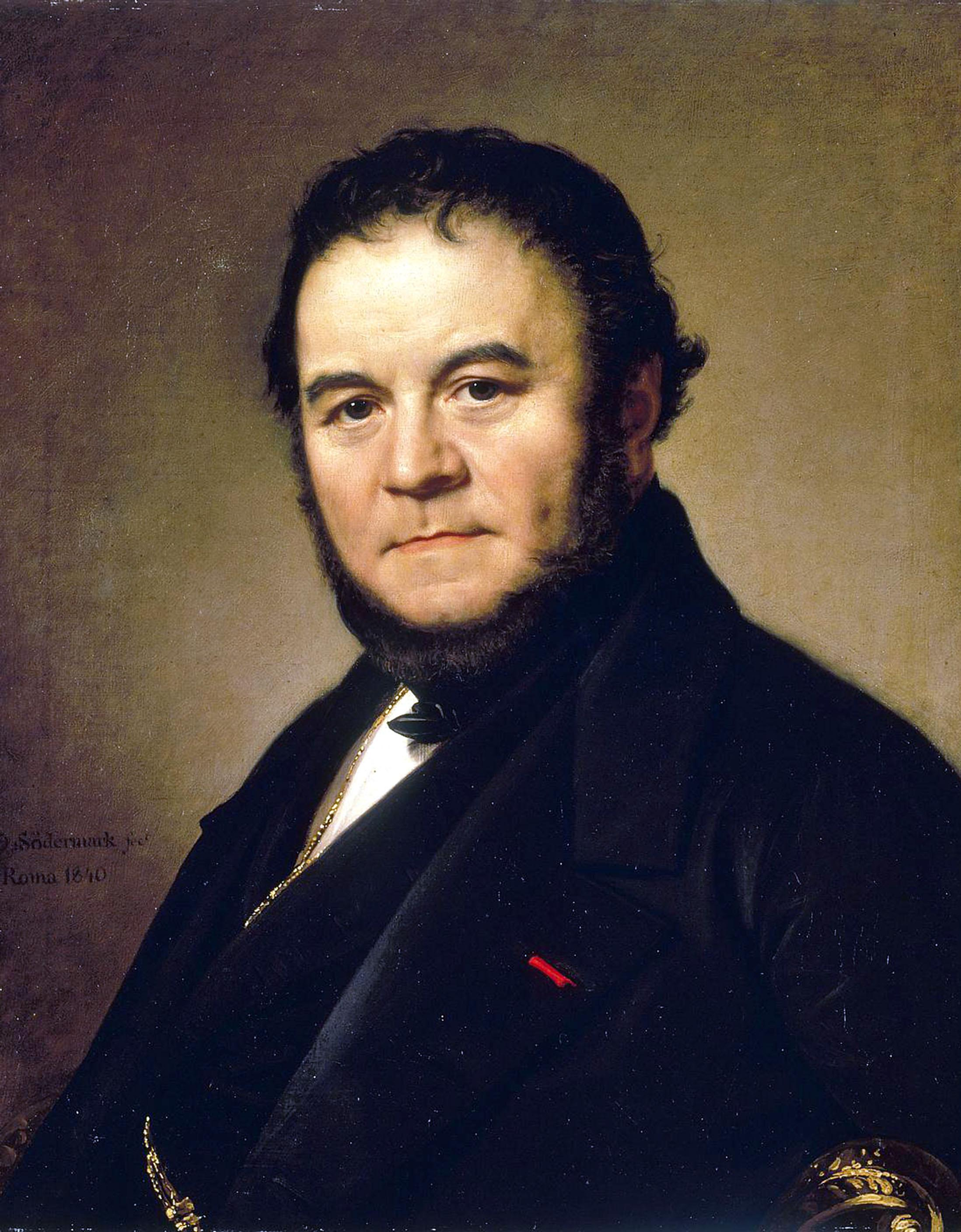
スタンダール

スタンダール・シンドローム（英: The Stendhal Syndrome）は、フランスの作家スタンダールが、1817年に初めてイタリアへ旅行した時にフィレンツェのサンタ・クローチェ聖堂の内部のジオット等のフレスコ画を見上げていた時に、突然眩暈と動揺に襲われしばらく呆然としてしまったということから、1989年、イタリアの心理学者グラツィエラ・マゲリーニが同様の症状を呈した外国人観光客の例を数多く挙げてこのように命名したもの。彼女によると、崇高な充実感と同時に強い圧迫感が見られたという。
原因は解明されていない。憧れのイタリア美術の精髄を目の当たりにして、その作品の中に吸い込まれるような経験をするのだという説もあるが、イタリアのローマやフィレンツェ、ミラノのような都市は見上げるような人を圧倒する美術作品、建築が多く、長く上を見上げて眺め続ける姿勢により、眩暈や吐き気、失神が引き起こされるという説もある。
このような症状が起きるのは、殆どが西ヨーロッパの国々からの観光客で、イタリア人にはほとんどない。またアメリカ、日本からの観光客にもこのような症状が出ることはほとんどない。

## 映画
1996年のダリオ・アルジェント監督のイタリア映画で同名の作品「スタンダール・シンドローム」と題するものがある。アメリカの猟奇連続殺人の捜査のためにイタリアを訪れたアメリカ人の女性捜査官が、フィレンツェの情報提供者から呼び出されたウフィツィ美術館で、美術作品を見上げていると、突然の眩暈に襲われ、ということでこの症状を物語の色づけに用いた作品である。